# (9174) 1989 WC3
A (9174) 1989 WC3 a Naprendszer kisbolygóövében található aszteroida. Yoshiaki Oshima fedezte fel 1989. november 27-én.